# أحمد عبد الوهاب (لاعب كرة قدم)
أحمد عبد الوهاب لاعب كرة قدم بحريني يلعب حاليا لصالح نادي الدرجة الأولى النجمة البحريني في خط الوسط.